# Asmund Salmodin
Asmund Salmodin, född 1725, död 1807, var en svensk borgmästare och riksdagsledamot.

## Biografi
Asmund Salmodin föddes 1725. Han blev 1745 student vid Uppsala universitet och blev 1771 justitiarie i Filipstads köping. Salmodin var riksdagsman för borgarståndet vid riksdagen 1789. Han avled 1807.

### Familj
Salmodin var gift med Eva Stina Myhrman, dotter till Christofer Myhrman.